# Aspila albidentina
Aspila albidentina är en fjärilsart som beskrevs av Walker 1865. Aspila albidentina ingår i släktet Aspila och familjen nattflyn. Inga underarter finns listade i Catalogue of Life.